# سينغام
سينغام (بالتاميلية:சிங்கம்)، هي فيلم هندي بلغة التاميلية، عرضت في الصالات السينمائية سنة 2010م، وهي الجزء الأول من سلسلة سينغام عن ضابط الشرطة الهندي الذي يكافح الجريمة ويطارد المجاميع المجرمة، كما يتعرض سينغام (بطل الفيلم) لمواقف سلبية من جانب زملائه لرجال الشرطة وكذلك من العصابة.